# Pseudovipio inscriptor
Pseudovipio inscriptor är en stekelart som först beskrevs av Christian Gottfried Daniel Nees von Esenbeck 1834.  Pseudovipio inscriptor ingår i släktet Pseudovipio och familjen bracksteklar. Inga underarter finns listade i Catalogue of Life.